# Giżynek (Rypin)
Pour les articles homonymes, voir Giżynek.
Giżynek est une localité polonaise de la voïvodie de Couïavie-Poméranie et du powiat de Rypin.